# La Raza (estación del Metrobús)
La Raza es una de las estaciones que forman parte del Metrobús de la Ciudad de México, Se ubica al norte de la Ciudad de México en la Alcaldía de Gustavo A. Madero.

## Información general

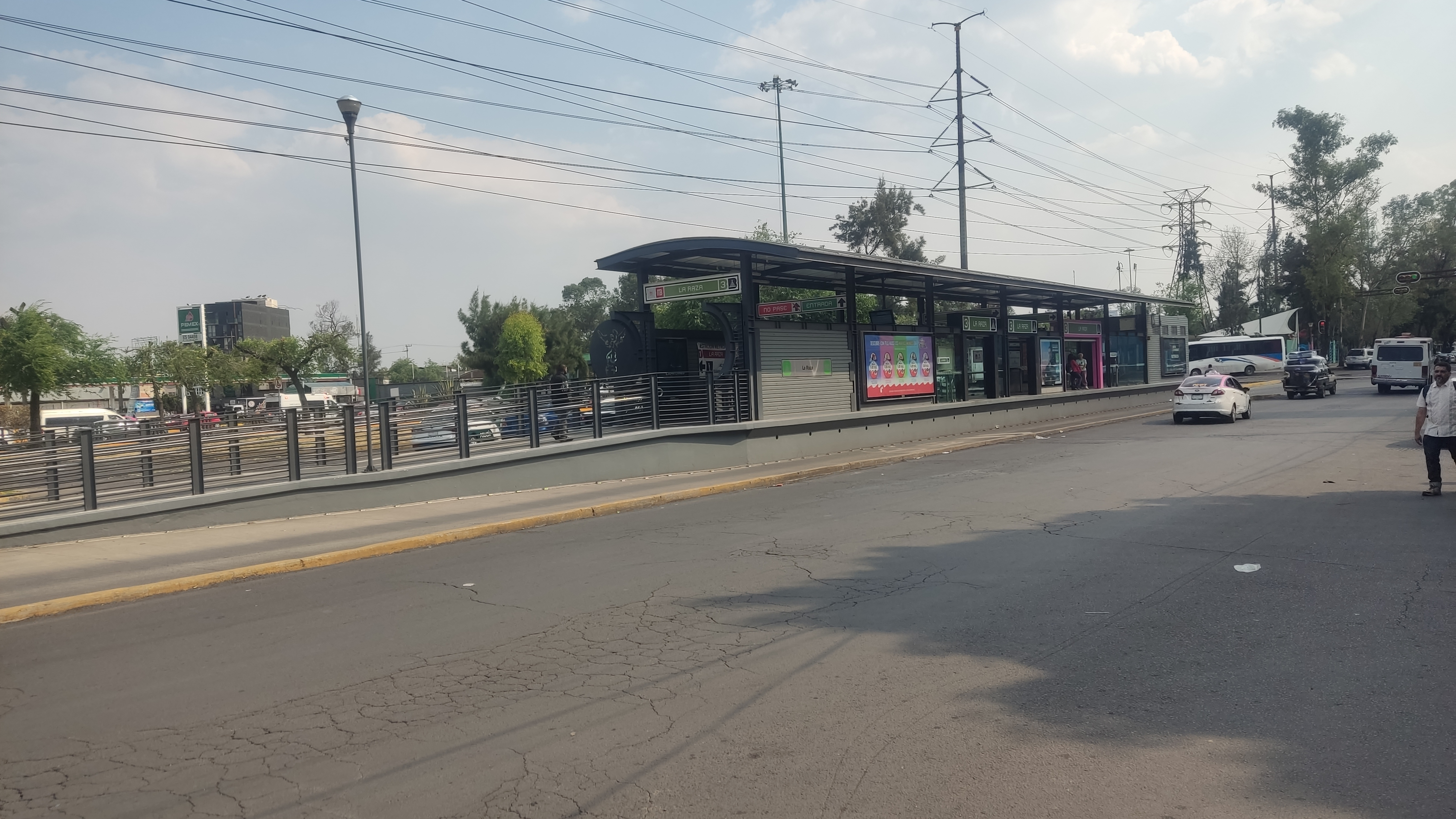
Estación de la Línea 3

El ícono de la estación representa la pirámide conocida como Monumento a la Raza. En la avenida de los Insurgentes Norte esquina con calzada Vallejo hay un monumento dedicado a la raza azteca.
El proyecto arquitectónico es del ingeniero Francisco Borbolla; la realización, así como los dos grupos escultóricos corresponden al arquitecto Luis Lelo de Larrea. El monumento se concluyó en 1940. Su construcción es de tipo pirámide precolombina: nos muestra en la parte inferior de sus lados derecho e izquierdo, a grupos escultóricos que representan al grupo defensa de Tenochtitlan y grupo Fundación de México; en la parte superior del monumento, en cada uno de sus frentes, hay un relieve en bronce con inscripciones: Itzcoatl, rey de México; Netzahualcoyotl, rey de Texcoco; Totoquihuatzin, rey de Tlacopan y la figura de Cuauhtémoc. Remata con una majestuosa águila que en un principio se destinó al Palacio Legislativo.

## Conectividad

### Conexiones
Existen conexiones con las estaciones y paradas de diversos sistemas de transporte:
- Líneas 3 y 5 del Sistema de Transporte Colectivo de la Ciudad de México
- Algunas rutas de la Red de Transporte de Pasajeros.
- La estación cuenta con un CETRAM.

## Sitios de interés
- Monumento a La Raza.
- Centro Médico Nacional La Raza
- Mercado de Peces y Mascotas Alfredo Robles Domínguez.
- Plaza Portal Vallejo.
- Iglesia La Luz Del Mundo.
- Parroquia Nuestra Señora Del Consuelo.
- Estación Potrero.
- Estación Potrero del MB.
- Estación La Raza Del Metro
- Librería Liceo.
- Berea Internacional.